# Муствеэ (волость)
Му́ствеэ (эст. Mustvee vald) — волость в Эстонии, в составе уезда Йыгевамаа. Образована в 2017 году. Административный центр — город Муствеэ.

## География
Волость расположена на востоке Йыгевамаа, на севере её соседями являются волости Алутагузе и Винни, на западе — волость Йыгева и на юге — волости Тарту и Пейпсияэре. На востоке волость граничит с Чудским озером. Важнейшими автодорогами волости является шоссе Йыхви—Тарту—Валга (основное шоссе № 3) и вспомогательные шоссе Раквере—Луйге, Йыгева—Муствеэ и Аовере—Калласте—Омеду.
Площадь волости — 610,02 км², плотность населения на 1 января 2024 года составила 8,0 чел/км².

## История
Волость Муствеэ была образована октября 2017 года в результате административно-территориальной реформы путём объединения волостей Авинурме, Казепяэ, Лохусуу, Сааре и города Муствеэ, а также деревни Вытиквере, входившей в состав волости Торма. Административный центр волости — город Муствеэ.
Историческое русское название волости во времена Российской империи — Черновская волость (нем. Tschorna, Gemeinde).

## Символика
Герб: на сине-чёрном щите поперечная серебряная полоса, сверху с вырезами в виде елей, снизу волнистая. Видны силуэты пяти елей, над ними серебряная восьмиугольная звезда.

Флаг: на сине-чёрном полотнище поперечная белая полоса, сверху с вырезами в виде елей, снизу волнистая.
Ели символизируют богатство лесами, волнистая линия отсылает к речной и озёрной воде. Число елей означает число равнозначных самоуправлений, объединившихся в волость Муствеэ. Восьмиугольная звезда символизирует возрождение, это путеводная звезда. Синий цвет символизирует мир, добрую волю и веру — это цвет Богоматери, как Королёвы Небес, а также первый цвет на флаге Эстонии. Серебряный цвет символизирует свет, мудрость, верность и чистоту души. Чёрный цвет отсылает к названию волости (Mustvee с эстонского буквально — «чёрная вода»), а также обозначает долговечность, терпение и способность к эмпатии. Автором символики является Прийт Херодес (Priit Herodes).

## Население
Численность населения волости в период 2008—2017 годов имела тенденцию к постоянному уменьшению. По данным Регистра народонаселения, за этот период число жителей сократилось на 1200 человек или на 18 %, в том числе на 55  % оно уменьшилось в возрастной группе 15–19 лет, выросло на 10  % в возрастной группе 50–54 года и на 30  % в возрастной группе 75 лет и старше. Позитивным моментом являлось то, что число молодых в возрасте 25—29 лет оставалось относительно на том же уровне.
Естественный прирост населения в волости негативный, в год в среднем на 59 умерших больше, чем число новорожденных. Число людей, покидающих трудовой рынок волости в связи с уходом на пенсию почти на 40 % больше, чем число прибывающей на него молодёжи. Таким образом, в регионе в ближайшем будущем может возникнуть нехватка рабочих рук и налогоплательщиков.

## Населённые пункты
В составе волости 1 город, 2 посёлка и деревни.
Город: Муствеэ.

Посёлки: Авинурме и Лохусуу.

Деревни: Адраку, Алекере, Вади, Ванассааре, Вассевере, Вейа, Вилуси, Вооре, Вытиквере, Йыэметса, Каазику, Каэвссааре, Калливере, Кальмакюла, Казепяэ, Кийсли, Кийсса, Козевески, Кырве, Кырвеметса, Кыверику, Кюкита, Кяраси, Кяэпа, Кюкита, Лаэканну, Лепиксааре, Левала, Маардла, Маэтсма, Метсакюла, Наутраси, Нинази, Нымме, Одивере, Омеду, Пааденурме, Педассааре, Пийлси, Путу, Пяллу, Раадна, Рая, Рускавере, Сааръярве, Сепара, Сиргувере, Сялликсааре, Таммессааре, Таммиспяэ, Тараквере, Тихеда, Туулавере, Ульви, Халлику, Энниксааре, Яама.

## Статистика
Данные Департамента статистики Эстонии о волости Муствеэ:
Число жителей на 1 января каждого года:
| Год  | 2015 | 2016   | 2017   | 2018   | 2019   | 2020   | 2021   | 2022   | 2023   | 2024   |
| ---- | ---- | ------ | ------ | ------ | ------ | ------ | ------ | ------ | ------ | ------ |
| Чел. | 5876 | ↘ 5683 | ↘ 5617 | ↘ 5537 | ↘ 5469 | ↘ 5350 | ↘ 5204 | ↘ 4982 | ↘ 4952 | ↘ 4920 |

Число рождений (живорождённых):
| Год  | 2015 | 2016 | 2017 | 2018 | 2019 | 2020 | 2021 | 2022 | 2023 |
| ---- | ---- | ---- | ---- | ---- | ---- | ---- | ---- | ---- | ---- |
| Чел. | 45   | ↗ 48 | ↘ 28 | ↗ 36 | ↘ 34 | ↗ 36 | ↘ 31 | ↗ 37 | ↘ 25 |

Число умерших:
| Год  | 2015 | 2016 | 2017  | 2018 | 2019  | 2020  | 2021  | 2022  | 2023  |
| ---- | ---- | ---- | ----- | ---- | ----- | ----- | ----- | ----- | ----- |
| Чел. | 108  | ↘ 97 | ↗ 102 | ↘ 99 | ↗ 104 | ↘ 101 | ↗ 119 | ↘ 107 | → 107 |

Зарегистрированные безработные*:
| Год  | 2016 | 2017 | 2018 | 2019 | 2020 | 2021 | 2022 | 2023 |
| ---- | ---- | ---- | ---- | ---- | ---- | ---- | ---- | ---- |
| Чел. | 87   | 107  | 110  | 102  | 126  | 167  | 134  | 195  |

*2016—2019 годы — среднегодовое число, с 2020 года — на 1 января.
Средняя брутто-зарплата работника:
| Год  | 2015 | 2016  | 2017  | 2018   | 2019   | 2020   | 2021   | 2022   |
| ---- | ---- | ----- | ----- | ------ | ------ | ------ | ------ | ------ |
| Евро | 831  | ↗ 893 | ↗ 949 | ↗ 1003 | ↗ 1064 | ↗ 1104 | ↗ 1149 | ↗ 1187 |

В 2019 году волость Муствеэ занимала 71 место по величине средней брутто-зарплаты среди 79 муниципалитетов Эстонии.
Число учеников в школах:
| Год  | 2015 | 2016  | 2017  | 2018  | 2019  | 2020  | 2021  | 2022  | 2023  | 2024  |
| ---- | ---- | ----- | ----- | ----- | ----- | ----- | ----- | ----- | ----- | ----- |
| Чел. | 540  | ↘ 507 | ↘ 487 | ↘ 470 | ↘ 450 | ↘ 433 | ↗ 443 | ↗ 454 | ↘ 434 | ↘ 417 |

## Инфраструктура

### Образование
В волости работают 4 детских сада (2 из которых при школе), 2 гимназии и 3 школы. По состоянию на 12 сентября 2018 года детские сады посещали 164 ребёнка. Численность учащихся в образовательных заведениях волости за последние 10 лет снизилась на 30 %.

### Медицина и социальное обеспечение
Первичные медицинские услуги оказывают семейные врачи, принимающие в Муствеэ, Лохусуу, Вооре, Сааре и Кяэпа .
В волости находится 3 социальных учреждения: Социальный центр-приют Авинурме, Центр по уходу Кяэпа и целевое учреждение SA Mustvee Tervis. Социальные жилые помещения есть в Авинурме, Лохусуу, Kяэпа и Вооре.

### Культура, досуг и спорт
В волости есть 9 библиотек.
В волостном центре работают Молодёжный центр, Молодёжный совет, Музыкально-художественная школа, филиалы которой были открыты в 2017 году в Авинурме и в 2018 году в Вооре. Есть волостной спортивный центр и спортклуб. Спортзалы есть в гимназии Авинурме и в основной школе Вооре. В Центре культуры Авинурме находится единственный в волости плавательный бассейн.
Народные и сельские дома волости: Культурный центр Муствеэ, Культурный центр Авинурме, Народный дом Казепяэ, Центр досуга Рая, Народный дом Сааре, Центр досуга Лохусуу. Молодёжные центры и молодёжные комнаты находятся в центрах досуга Лохусуу и Рая, в Культурном центре Вооре и в школе Муствеэ. В Казепяэ есть эстрада на открытом воздухе.
Традиционные мероприятия волости: «Бочковая ярмарка» в Авинурме, Дни города Муствеэ, Рыбный фестиваль в Казепяэ, музыкальный фестиваль «Пейпси романтика», Рыбная ярмарка в Лохусуу, День кафе в Кяэпа и др.
В волости находится самое большое в уезде место для ночлега туристов — Гостевой дом Вооре (Voore Külalistemaja), однако на побережье Чудского озера таких мест не хватает. Согласно данным мобильного позиционирования, по территории волости передвигается много туристов, но большинство из них в ней на ночлег на остаются. С января по март здесь больше всего туристов из Латвии (ловля рыбы), в остальные месяцы — из Финляндии.

### Транспорт и жилая среда
По данным Регистра дорог, общая протяжённость волостных дорог составляет 243 км, из них асфальтированные только 21 км, большинство дорог имеют щебёночное покрытие.
Волость обслуживают уездные автобусные линии 221, 225, 226, 227, 228, 229, 236.
Центральное водоснабжение и канализация есть в Муствее и Авинуре, остальные регионы с плотной заселённостью требуют больших инвестиций в этой области. Центральное отопление есть в Муствее, Авинурме, Кяэпа и Вооре.
По данным Департамента полиции за 2015 год, волостной город Муствеэ относился к регионам с самым низким уровнем преступности в Эстонии.

## Экономика
По данным Департамента статистики, в 2017 году в волости насчитывалось 240 предпринимателей-физических лиц, 257 паевых товариществ, 1 акционерное общество и 4 доходных общества (экономически активных). Почти 50 % предприятий занимается сельским хозяйством, лесным хозяйством или рыболовством. Основная часть предприятий — микропредприятия (численность работников менее 10).
Крупнейшие работодатели волости по состоянию на 31 декабря 2019 года:
| Предприятие/организация | Вид деятельности                                    | Численность работников |
| ----------------------- | --------------------------------------------------- | ---------------------- |
| Mustvee Vallavalitsus   | Волостная управа; орган государственного управления | 210                    |
| Birger OÜ               | Производство трейлеров, полуприцепов и контейнеров  | 194                    |
| Avinurme gümnaasium     | Гимназия                                            | 42                     |
| Voore põhikool          | Основная школа                                      | 31                     |
| Mustvee kool            | Основная школа                                      | 29                     |
| Mustvee Tervis SA       | Больница                                            | 29                     |

## Достопримечательности
Памятники культуры:
- лютеранская церковь Муствеэ, каменная церковь в стиле неоготики, строительство начато в 1877 году, закончено в 1880-х годах;
- лютеранская церковь Авинурме, однонефная церковь в стиле историзма из бутового камня и красного кирпича, построена в 1906—1909 годах по проекту рижского архитектора Вильгельма фон Штрика (Wilhelm von Stryk);
- лютеранская церковь Лохусуу, сакральное здание в канонических стилях неоготики, построена в 1878—1882 годах на месте церкви, находившейся там с 1667 года;
- православная церковь Лохусуу, строение в стиле историзма из бутового камня с чистым швом, с трёхступенчатой колокольней и апсидой, построена в 1897—1898 годах по проекту архитектора Владимира Лунского;
- школа Вади, длинное одноэтажное строение с полувальмовой крышей из этернита и открытой верандой на колоннах у входа, построена в 1888 году.

Другие достопримечательности:
- церковь староверов Муствеэ, построена в 1927 году. Изначально это было бревенчатое здание, но благодаря оштукатуриванию и другим работам в течение многих лет приобрела вид каменной. В украшении церкви участвовали известные иконописцы Г. Фролов, П. Сафронов и М. Солнцев;
- церковь староверов Кюкита, построена в 1949 году, изначально была деревянной, затем облицована кирпичом;
- молитвенный дом староверов Раякюла, строительство финансировал иконописец, основатель местной школы Гавриил Евфимович Фролов (1854—1930). В 1944-х годах церковь горела, но иконы и картины удалось спасти, в 1990-х годах была восстановлена колокольня (внесена в Государственный регистр памятников культуры Эстонии);
- музей староверов Муствеэ;
- поезд-музей Авинурме;
- музей Пейпсимаа;
- музей Калевипоэга.

На братской могиле 260 погибших во Второй мировой войне воинов, которая находится на берегу Чудского озера, установлена скульптура «Скорбящая девушка», автор Эльмар Ребане (Elmar Rebane), выполнена в 1973 году.

## Галерея
- Лютеранская церковь Авинурме
- Православная церковь Лохусуу
- Церковь староверов Кюкита
- Певческая эстрада на берегу Чудского озера
- Походная тропа Кайу

## Комментарии
1. ↑  Эстонские топонимы, оканчивающиеся на -а, в русском языке не склоняются[16], а род получают по родовому слову, например, деревне присваивается женский род, хотя в эстонском языке нет категории рода.